# Joué-lès-Tours
Joué-lès-Tours este un oraș în Franța, în departamentul Indre-et-Loire, în regiunea Centru. Face parte din aglomerația orașului Tours.
1. ↑  répertoire géographique des communes, accesat în 26 octombrie 2015
2. ↑  dataset of postal codes in France, 1 octombrie 2018